# آلتو وینالوپو
التو وینالوپو (به اسپانیایی: Alto Vinalopó) یک سکونتگاه مسکونی در اسپانیا است که در استان آلیکانته واقع شده‌است.

## خصوصیات
التو وینالوپو ۶۴۴٫۷۶ کیلومترمربع مساحت و ۵۲٬۳۳۲ نفر جمعیت دارد.